# Stanowice (Oława)
Stanowice  (deutsch Stannowitz, 1936–1945 Eisfeld) ist ein Dorf in Niederschlesien. Der Ort liegt in der Gmina Oława im Powiat Oławski in der polnischen Woiwodschaft Niederschlesien.

## Geographie

### Geographische Lage
Das Angerdorf Stanowice liegt sechs Kilometer nordwestlich des Gemeindesitzes und der Kreisstadt Oława (Ohlau) und rund 23 Kilometer südöstlich der Woiwodschaftshauptstadt Breslau. Der Ort liegt in der Nizina Śląska (Schlesische Tiefebene) innerhalb der Równina Wrocławska (Breslauer Ebene). Stanowice liegt am linken Ufer der Oława, einem linken Zufluss der Oder.
Durch den Ort verläuft die Landesstraße Droga krajowa 94. Nördlich des Dorfes befand sich der Fliegerhorst Ohlau.

### Nachbarorte
Nachbarorte von Stanowice sind im Nordwesten Marcinkowice (Märzdorf), im Südosten der Gemeindesitz Oława (Ohlau) und im Südwesten Zabardowice (Seiffersdorf).

## Geschichte

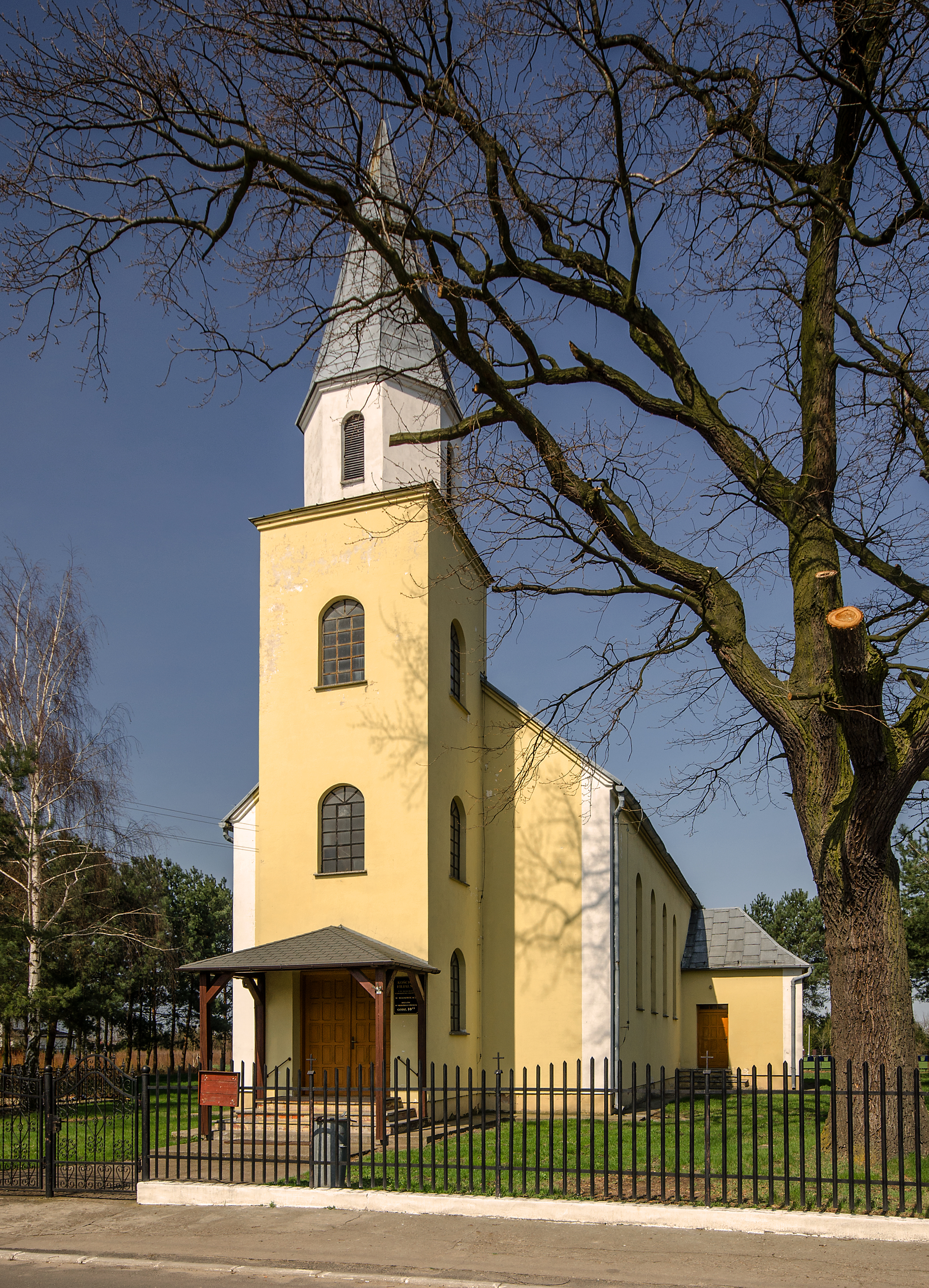
Maria-Hilf-Kirche

Das Dorf wurde 1251 erstmals als Stanovisco erwähnt. 1258 wurde der Ort Stanowice nach deutschem Recht ausgesetzt. Weitere Erwähnungen des Dorfes erfolgten 1361 als Zdanowicz sowie 1507 als Stanewitz.
Nach dem Ersten Schlesischen Krieg 1742 fiel Stannowitz zusammen mit dem größten Teil Schlesiens an Preußen. 1783 bestanden im Ort 13 Bauern-, 19 Gärtner- und 6 Häuslerstellen sowie 259 Einwohner.
Nach der Neugliederung Preußens gehörte die Landgemeinde Stannowitz ab 1815 zur Provinz Schlesien und war ab 1816 dem Landkreis Ohlau eingegliedert. 1874 wurde der Amtsbezirk Baumgarten gegründet, welcher die Landgemeinden Baumgarten und Stannowitz und den Gutsbezirk Baumgarten umfasste. Erster Amtsvorsteher war der Landbaumeister Herrmann in Stannowitz. 1885 zählte der Ort 402 Einwohner.
1933 zählte Stannowitz 719 Einwohner. Am 10. Dezember 1936 wurde der Ortsname in Eisfeld geändert. 1939 zählte Eisfeld 672 Einwohner. Bis 1945 befand sich der Ort im Landkreis Ohlau.
Als Folge des Zweiten Weltkriegs fiel Eisfeld wie fast ganz Schlesien 1945 an Polen, wurde in Stanowice umbenannt und der Woiwodschaft Breslau angegliedert. Die deutsche Bevölkerung wurde, soweit sie nicht vorher geflohen war, weitgehend vertrieben. Die neu angesiedelten Bewohner waren zum Teil Heimatvertriebene aus Ostpolen. 1999 kam der Ort zum Powiat Oławski in der Woiwodschaft Niederschlesien. 2000 zählte das Dorf 1015 Einwohner.

## Sehenswürdigkeiten
- Römisch-katholische Maria-Hilf-Kirche (poln. Kościół Matki Bożej Wspomożenia Wiernych)

## Vereine
- Fußballverein Ruch Stanowice

## Söhne und Töchter des Ortes
- Heinz Handke (1927–2003), Generalleutnant der Nationalen Volksarmee in der DDR